# Франсис О'Конър
Франсис О'Конър (на английски: Frances O'Connor) е австралийска актриса.

## Частична филмография
- 1999 – „Менсфилд парк“ (Mansfield Park)
- 2000 – „Относно Адам“ (About Adam)
- 2000 – „Мадам Бовари“ (Madame Bovary)
- 2000 – „Шеметна сделка“ (Bedazzled)
- 2001 – „A.I.: Изкуствен интелект“ (A.I. Artificial Intelligence)
- 2002 – „Колко е важно да бъдеш сериозен“ (The Importance of Being Earnest)
- 2002 – „Гласът на вятъра“ (Windtalkers)
- 2003 – „Фатален срок“ (Timeline)
- 2004 – „Непоколебимите ангели“ (Iron Jawed Angels)
- 2005 – „В кома“ (The Lazarus Child)
- 2008 – „Кашмирена мафия“ (Cashmere Mafia)
- 2011 – „Ловецът“ (The Hunter)
- 2012 – „Колата на Джейн Мансфийлд“ (Jayne Mansfield's Car)
- 2012 – „Смъртта на кума“ (Best Man Down)
- 2016 – „Заклинанието 2“ (The Conjuring 2)